# Taraxacum gibberum
Taraxacum gibberum — вид квіткових рослин з родини айстрових (Asteraceae). Вид зростає в Європі: Данія, Швеція, Фінляндія, Німеччина, Польща, Чехія; це багаторічна рослина помірних біомів.

## Опис
Це рослина середнього розміру, досить струнка; листя від блідо- до середньо-зеленого кольору, лише злегка запушені, з невеликими або помітно розділеними частками, іноді утворюють гострі часточки, середня жилка часто вкрита червоним кольором; бічних часток 5–8, досить коротких; міждолі короткі; кінцева частка іноді подовжена; черешки від вузькокрилих до майже без крил, від білувато-зелених до злегка матово-червонуватих; зовнішні приквітки досить вузькі, дещо неправильні, в основному відкриті, без облямівки, блідо-зелені, пізніше часто проливаються пурпуром.